# Matei-Radu Brătianu
Matei-Radu Brătianu (n. 11 martie 1946) este un politician și sindicalist român, deputat în Parlamentul României, în perioada 2008-2012, din partea partidului PSD.
Brătianu a fost și prim-vicepreședinte al sindicatului Blocului Național Sindical.
Între 1991 și 2008, el a avut mai multe funcții de conducere în cadrul Blocului Național Sindical - președinte, vicepreședinte, secretar general și prim-vicepreședinte.
În octombrie 2008 a fost numit președinte al Federației Sindicatelor din Poștă și Comunicații, funcție pe care a deținut-o până în 22 septembrie 2011.

## Controverse
La data de 24 noiembrie 2011, inspectorii Agenției Naționale de Integritate (ANI) au constatat că Matei Brătianu este în incompatibilitate, întrucât exercită mandatul de deputat, în condițiile în care este și președinte al Federației Sindicatelor din Poștă și Comunicații, deținând totodată, în timp, mai multe funcții de conducere în cadrul BNS.